# Menorah
Menorah är en sedan 1971 utkommande tidskrift, som ges ut fyra gånger per år. Tidningen ges ut av Förenade Israelinsamlingen.